# بنائية اجتماعية
البنائية الاجتماعية (بالإنجليزية: Social constructivism) هي نظرية سوسيولوجية للمعرفة، وفقًا لها، يقع التطور البشري اجتماعيًا ويتم بناء المعرفة من خلال التفاعل مع الآخرين.
مثل البناء الاجتماعي، تنص البنائية الاجتماعية على أن الناس يعملون معًا لبناء القطع الثقافية. بينما يركز البناء الاجتماعي على القطع الثقافية التي يتم إنشاؤها من خلال التفاعلات الاجتماعية للمجموعة، تركز البنائية الاجتماعية على تعلم الفرد الذي يحدث بسبب تفاعلاته في المجموعة.
مثال بسيط للغاية هو شيء مثل فنجان. يمكن استخدام الكائن لأشياء كثيرة، لكن شكله يوحي ببعض "المعرفة" حول حمل السوائل. مثال أكثر تعقيدًا هو الدورة التدريبية عبر الإنترنت إذ لا تشير "أشكال" أدوات البرامج فقط إلى أشياء معينة حول الطريقة التي يجب أن تعمل بها الدورات التدريبية عبر الإنترنت، ولكن الأنشطة والنصوص التي يتم إنتاجها داخل المجموعة ككل ستساعد في تشكيل سلوك كل شخص داخل تلك المجموعة. سيتأثر التطور المعرفي للشخص أيضًا بالثقافة التي يشاركون فيها، مثل اللغة والتاريخ والسياق الاجتماعي.